# Zoe Ducós
Zoe Celia Ducós Gallegos, in arte Zoe Ducós, (Buenos Aires, 6 marzo 1928 – Caracas, 11 novembre 2002), è stata un'attrice argentina di cinema, teatro e televisione; ebbe una lunga carriera artistica che la consacrò come una delle attrici più ricche di personalità e di talento del cinema e del teatro argentino degli anni '40, '50 e '60.

## Biografia

### Primi anni
Zoe Ducós ha studiato al Conservatorio Nazionale di Musica e Arti Sceniche e dopo essersi diplomata ha vinto il Gran Premio d'Onore dalla Commissione Nazionale di Cultura per la migliore attrice al Concorso Nazionale dei Teatri Vocazionali, interpretando la commedia Hedda Gabler, di Ibsen. Il premio comportava un contratto per unirsi al cast del Teatro Nacional Cervantes, nel quale interpretò tra il 1948 e il 1951 un solido repertorio che comprendeva opere come La divisa punzó, di Paul Groussac e La bisbetica domata di William Shakespeare. Si unì alla compagnia di Francisco Martínez Allende come prima attrice e nel 1949 diresse il proprio cast con Ligados di Eugene O'Neill e Irse di Nicolás Olivari.

### Attività professionale
Nel 1948 fece il suo debutto nel cinema diretta da Luis César Amadori in Dios se lo pague al quale seguì Pasaporte a Río, di Daniel Tinayre. Senza lasciare il suo lavoro teatrale continuò a girare negli anni successivi e partecipò, tra gli altri film, a La cuna vacía, diretta da Carlos Rinaldi; El puente, diretta da Arturo Gemmiti e Carlos Gorostiza, basato sul dramma di quest'ultimo, La de los ojos color del tiempo e Nacha Regules di Luis César Amadori, Los árboles mueren de pie, diretta da Carlos Schlieper e Suburbio diretta da León Klimovsky, film quest'ultimo per il quale fu premiata con il premio per la migliore attrice conferitagli dall'Asociación de Cronistas Cinematográficos de la Argentina.
Nel 1952 Zoe Ducós si stabilì in Venezuela dopo un periodo in Spagna e debuttò al Teatro Municipale nella commedia Morte di un commesso viaggiatore di Arthur Miller. In televisione formò con Héctor Hernández Vera la prima grande coppia romantica di La Novela Camay di Radio Caracas Televisión. Poi continuò la sua opera teatrale e intervenne anche in molte soap opera, tra le quali ricordiamo Topazio (1984), dove interpretò il ruolo di Sor Pietà, Piccola Cenerentola (1990) in cui interpretava Doña Roberta Mejía Guzmán e Cristal (1985) nel ruolo di Luisa. È stata anche sceneggiatrice del film Retén de mujeres (1988) diretto da Carlos Lopez F.

### Vita privata
L'attrice nel 1950 ha avuto una relazione con il cantante messicano Genaro Salinas, che era sposato e lavorava a Buenos Aires, e sposò lo scrittore e regista José María Fernández Unsáin, ma divorziarono. In Venezuela, dopo una relazione con l'attore Héctor Hernández Vera, si sposò con Miguel Silvio Sanz, capo della polizia del temuto dittatore Marcos Pérez Jiménez. Quando Perón andò definitivamente in esilio a Caracas, la Ducós e suo marito erano tra le poche persone che lo frequentavano. A quel tempo si diceva che Sanz avesse dato ordine di uccidere il tenore Salinas, che si era stabilito a Caracas ed era ancora interessato all'attrice. Dopo l'estromissione di Pérez Jiménez nel 1958, la Ducós tornò in Argentina, dove recitò nei film Libertad bajo palabra (1961), diretta da Alfredo Bettanín e Pájaro loco (1971), diretta da Lucas Demare.
Dopo la morte di Sanz ritornò in Venezuela nei primi anni 1970 e continuò a lavorare in telenovelas di successo dove era riconosciuta come una protagonista e sposò il regista Carlos Stevani. Verso la fine del 1990 si ammalò di Alzheimer e fu internata  nell'Istituto geriatrico di Colinas de Bello Monte, dove morì l'11 novembre 2002 a causa di un ictus.

## Filmografia

### Attrice
- Pasaporte a Río, regia di Daniel Tinayre (1948)
- L'ultimo dei Montecristo (Dios se lo pague), regia di Luis César Amadori (1948)
- La cuna vacía, regia di Carlos Rinaldi (1949)
- Nacha Regules, regia di Luis César Amadori (1950)
- El puente, regia di Carlos Gorostiza e Arturo Gemmiti (1950)
- Suburbio, regia di León Klimovsky (1951)
- Los árboles mueren de pie, regia di Carlos Schlieper (1951)
- De turno con la muerte, regia di Julio Porter (1951)
- La muerte en las calles, regia di Leo Fleider (1952)
- L'oro dei barbari (Facundo, el tigre de los llanos), regia di Miguel P. Tato  (1952)
- Río Turbio, regia di Alejandro Wehner (1952)
- La de los ojos color del tiempo, regia di Luis César Amadori (1952)
- Libertad bajo palabra, regia di Alfredo Bettanín (1961)
- Pájaro loco, regia di Lucas Demare (1971)
- Rumildo, detective privado, regia di Oscar Montauti (1982) [2]
- Retén de mujeres, regia di Carlos Lopez F. (1988)

### Sceneggiatrice
- Retén de mujeres (1988) regista Carlos González

### Direttrice di casting
- Retén de mujeres (1988) regista Carlos González

## Televisione
- Nacido para odiarte (1971)
- La loba
- Tu rebelde ternura (1975)
- Carolina (1976)
- Daniela (1978)
- Rosangela (1979)
- Elizabeth (1981)
- Luisana mia (Luisana mía) (1981) (1 episodio)
- Topazio (Topacio) (1984)
- Cristal (1985)
- La sombra de Piera (1989)
- Piccola Cenerentola (Pobre diabla) (1990)
- La donna proibita (La mujer prohibida) (1991)
- Macarena (1992)
- Amor de papel (1993)